# أسماء أبو اليزيد
أسماء أبو اليزيد ممثلة ومغنية مصرية، درست في كلية الفنون الجميلة وشاركت في بدايتها في عدد كبير من العروض المسرحية التي عرضت على مسرح الهناجر ونافست على جائزة الشيخ سلطان القاسمي لأفضل عرض مسرحي لعام 2016.
لفتت الأنظار بقوة من خلال أدائها لشخصية “تقى” في مسلسل هذا المساء، و "نوجة" في مسلسل هوجان، كما شاركت في العديد من المسلسلات والأفلام، كما شاركت أيضاً في فرقة «بهججة» وقامت بتقديم عدة مونولوجات في عدة حفلات.

## حياتها
ولدت لأب من القاهرة وأم من الشرقية، أحبت التمثيل من صغرها، إلا أنه لم يكن متاحًا لها في المدرسة لعدم وجود مسرح مدرسي، ولكنه أتيح لها في الكلية فالتحقت به من السنة الأولى من خلال اتيليه المسرح.
تدربت في “اتيليه المسرح” على يد المخرج شادي الدالي، واشتركت من خلاله في عدد كبير من العروض المستقلة، كان آخرها ”الخلطة السحرية للسعادة” التي نافست في مهرجان المسرح العربي على ”جائزة الشيخ سلطان القاسمي” لأفضل عرض مسرحي عربي لعام 2016.
أول عرض مسرحي لها كان عبارة عن تقديم للفريق في الفصل الأول لها في الكلية، كان تحت عنوان “الحياة جميلة في فنون جميلة”، وفي الفصل الثاني من نفس العام، شاركت في “اسطبل عنتر”، الذي أخرجه الفنان بيومي فؤاد، لـ”اتيليه المسرح”.
شاركت عام 2014 في مسلسل أنا عشقت للمخرجة مريم الأحمدي، إلا أنه كان دورًا صغيرًا من عدة مشاهد.
رشحها المنتج أحمد مدحت صادق، للمخرج تامر محسن، لتؤدي دور “تقى” في هذا المساء، وبعد نجاحها في كافة الاختبارات، التي أدتها للوصول للدور حصلت عليه.
بدأت تصوير الدور يوم 7 فبراير، مع إحساسها بالخوف لوقوفها للمرة التي تعد الأولى أمام الكاميرات في دور بهذا الحجم، خاصة للثقة التي وضعها فيها المخرج، والذي كان دائمًا يخبرها بأن تشعر بالدور لا أكثر، لتتقنه، أحبت دور تقى بسبب صفات “الطيبة والنظافة والحساسية” التي تحملها، إلا أنها تختلف عنها فهي أقوى منها في الحقيقة بكثير.
خاضت تجربة الإخراج، فأخرجت مسرحية “ميلودراما”، عام 2013، باسم “حبهان”، كذلك ساعدت في الإخراج مع المخرج شادي الدالي في مسرحية “حلم بلاستك” الذي مثلت فيه بعد ذلك دورًا، و”صنع في الصين”، و”ثورة الموتى”.

## أعمالها

### الأفلام
| سنة الإنتاج | الفيلم                                    |
| ----------- | ----------------------------------------- |
| 2011        | أخد من وقتك دقيقة                         |
| 2018        | ما تعلاش عن الحاجب - عيار ناري - الكويسين |
| 2019        | الممر                                     |
| 2020        | عفريت ترانزيت - الحارث                    |
| 2021        | موسى - برا المنهج - 30 مارس               |
| 2022        | قمر 14 - الدعوة عامة                      |
| 2023        | العميل صفر                                |

### المسلسلات
| سنة الإنتاج | المسلسل                           |
| ----------- | --------------------------------- |
| 2014        | أنا عشقت                          |
| 2017        | هذا المساء - أنا شهيرة أنا الخائن |
| 2018        | ليالي أوجيني                      |
| 2019        | هوجان - زودياك                    |
| 2019-2022   | الآنسة فرح                        |
| 2020        | لعبة النسيان                      |
| 2021        | الاختيار (ج2) - فارس بلا جواز     |
| 2022        | الجسر - توبة                      |
| 2023        | نصي التاني - بطن الحوت            |
| 2024        | جولة أخيرة - العهد - صلة رحم      |
| 2025        | النص - فات الميعاد - مملكة الحرير |

### المسرحيات
- ميلودراما (2013)
- صنع في الصين
- ثورة الموتى

## وصلات خارجية
- أسماء أبو اليزيد على موقع IMDb (الإنجليزية)
- أسماء أبو اليزيد على موقع الدهليز
- أسماء أبو اليزيد على موقع قاعدة بيانات الأفلام العربية
- أسماء أبو اليزيد على موقع قاعدة بيانات الفيلم (الإنجليزية)